# Iguaria (canção)
"Iguaria" é uma canção da cantora brasileira Luísa Sonza, incluída em seu terceiro álbum de estúdio, Escândalo Íntimo (2023). Escrito por Sonza, Jenni Mosello, Carolzinha, Bruno Caliman, Douglas Moda, Roy Lenzo, Jahnei Clarke, Mason Sacks e TK Kayembe e produzido pelos cinco últimos mencionados, a faixa faz parte do segundo bloco de canções do disco.

## Desenvolvimento e composição
Em janeiro de 2024, Sonza participou de um vídeo no canal do YouTube da Spotify Brasil na qual apresenta as canções de sua playlist, intitulado Pensando Meus Pensamentos, sendo "Iguaria" uma das escolhidas. Dentro disso, contou sobre como foi composição da faixa. Ela, Jenni Mosello e Carolzinha estavam no estúdio e Sonza não estava conseguindo escrever. As amigas foram dando ideias para inspira-lá, mas nada funcionou. Sonza estava quase indo embora quando decidiram seguir o pressuposto de não saber o que fazer e então surgiu "Eu tô aqui / Sem rumo travada e perdida / Hoje me deu medo da minha vida", que originou o primeiro verso. Depois disso, conseguiram escrever o resto ao lado de Bruno Caliman, Douglas Moda e os músicos norte-americanos. A faixa apresenta uma letra romântica e possui como estilo o R&B contemporâneo.
Na première de "Penhasco2", via YouTube, a cantora se encontra com Foquinha para falar sobre a canção. Quando Sonza estava comentando sobre como funcionou o pedido para que a artista musical estadunidense Demi Lovato participasse da canção, contou que o produtor americano Roy Lenzo disse à ela que enviaria a demo de "Iguaria" para a Demi e perguntaria se ela gravaria com Sonza ou não, mas a gaúcha convenceu Roy a apresentar "Penhasco2" para ela também. Eventualmente, Demi escolheu participar de "Penhasco2" e "Iguaria" seguiu solo.
Possivelmente, o verso "Hoje eu senti falta de você / De te amar por telepatia" é uma referência à canção "Mania de Você", aonde se canta "A gente faz amor por telepatia", da Rita Lee, cantora que Sonza é fã declarada, mas nada foi confirmado.

## Lançamento e recepção
"Iguaria" foi lançada junta ao álbum Escândalo Íntimo em 29 de agosto de 2023. A canção teve uma boa recepção, em geral, com exceção de um internauta que, no dia deguinte, acusou Sonza de plagiar a canção "Solamento", do grupo Tuyo, em sua composição. No entanto, nenhum dos artistas se pronunciaram sobre isso.

## Desempenho comercial

### Tabelas semanais
| País — Tabela musical (2023)      | Melhor posição |
| --------------------------------- | -------------- |
| Brasil (Billboard Brasil Hot 100) | 46             |
| Portugal (AFP)                    | 162            |